# Cycloctenidae
Cycloctenidae là một họ nhện. Họ này gồm có 5 chi và 36 loài được mô tả. Các chi Plectophanes (5 loài), Toxopsiella (12 loài) và Uzakia (1 loài) đều là loài bản địa New Zealand, Cycloctenus được tìm thấy ở cả Australia (7 loài) và New Zealand (10 loài), còn Galliena (1 loài) bản địa Java. Việc đặt Galliena, Plectophanes và Uzakia trong Cycloctenidae chỉ là thử thôi.